# Вітавська вулиця (Київ)
Віта́вська ву́лиця — вулиця в Голосіївському районі м. Києва, місцевість Віта-Литовська. Пролягає від Столичного шосе до Любомирської вулиці.

## Історія
Вулиця виникла у 1-й половині XX століття. Назва — від річки Віта, набережною якої фактично є вулиця.